# Società Sportiva Lazio 2000-2001
Questa voce raccoglie le informazioni riguardanti la Società Sportiva Lazio nelle competizioni ufficiali della stagione 2000-2001.

## Stagione
Con la duplice conquista di Campionato e Coppa Italia nella stagione 1999-2000, la Lazio inizia l'anno calcistico dalla finale di Supercoppa italiana contro l'Inter, che viene battuta per 4-3.
Dopo aver vinto il primo trofeo ufficiale, la Lazio entra però in crisi di risultati in campionato: a influire è l'annuncio del tecnico Eriksson di avere sottoscritto un accordo con la FA per allenare la nazionale inglese di calcio a partire da luglio 2001. Il calo di rendimento coincide con la sconfitta nel derby il 17 dicembre (autorete decisiva di Negro), e con quella contro il Napoli del 7 gennaio.
Pochi giorni dopo, Eriksson decide di dimettersi e il presidente Cragnotti richiama in panchina Dino Zoff. Il cambio di allenatore e la prolificità del centravanti Crespo, acquistato durante il mercato estivo, consentono ai biancocelesti di recuperare punti e chiudere il campionato al terzo posto, dietro alla Roma, vincitrice del torneo, e alla Juventus.
In Champions League, la squadra non supera la seconda fase a gruppi, anche per via delle tre sconfitte iniziali consecutive. Altrettanto deludente il cammino in Coppa Italia con l'eliminazione nei quarti di finale per mano dell'Udinese.

## Divise e sponsor

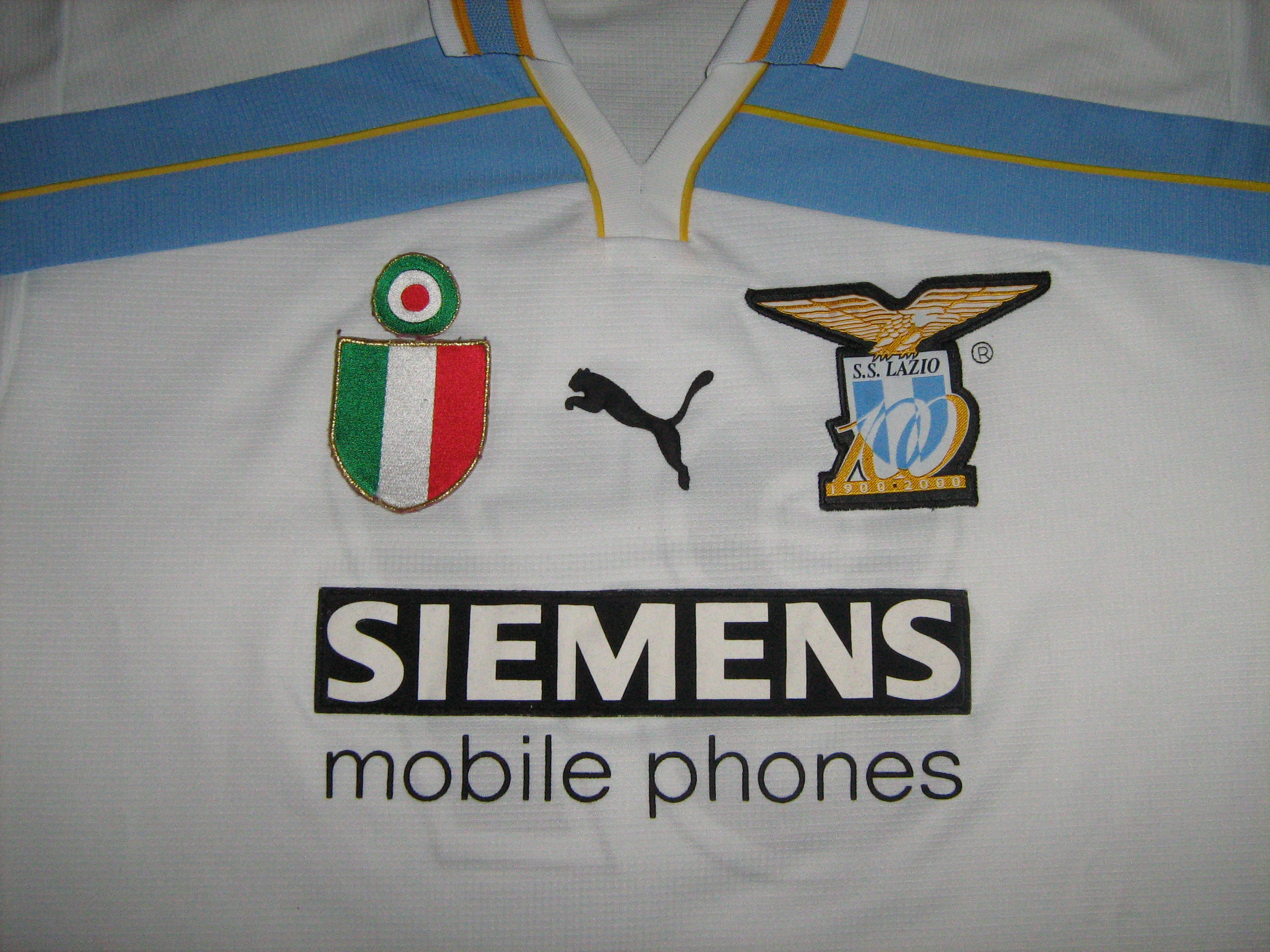
La maglia del centenario, introdotta il precedente 9 gennaio 2000 e indossata dalla Lazio anche in questa stagione, ma aggiornata con Scudetto e Coccarda oltreché con il nuovo sponsor Siemens Mobile.

Lo sponsor tecnico per la stagione 2000-2001 rimane Puma, mentre lo sponsor ufficiale cambia e diventa Siemens Mobile.
| Centenario | Casa | Trasferta | Casa UCL | Trasferta UCL |

| 1ª portiere | 2ª portiere | 3ª portiere | 4ª portiere |

## Organigramma societario
Area direttiva
- Presidente: Sergio Cragnotti

Area tecnica
- Direttore sportivo: Nello Governato
- Allenatore: Sven-Göran Eriksson, poi Dino Zoff
- Allenatore in seconda: Roberto Mancini, poi Giancarlo Oddi

## Rosa

Da sinistra: i neoacquisti Crespo e Claudio López, insieme a Verón, Sensini e Lombardo, festeggiano il successo in Supercoppa italiana.

| N. |                       | Ruolo | Calciatore                  |
| -- | --------------------- | ----- | --------------------------- |
| 1  | Italia (bandiera)     | P     | Luca Marchegiani            |
| 2  | Italia (bandiera)     | D     | Paolo Negro                 |
| 4  | Italia (bandiera)     | C     | Dino Baggio                 |
| 6  | Argentina (bandiera)  | D     | Néstor Sensini              |
| 6  | Rep. Ceca (bandiera)  | C     | Karel Poborský              |
| 7  | Argentina (bandiera)  | A     | Claudio López               |
| 8  | Italia (bandiera)     | C     | Roberto Baronio             |
| 9  | Cile (bandiera)       | A     | Marcelo Salas               |
| 10 | Argentina (bandiera)  | A     | Hernán Crespo               |
| 11 | Jugoslavia (bandiera) | D     | Siniša Mihajlović           |
| 13 | Italia (bandiera)     | D     | Alessandro Nesta (capitano) |
| 14 | Argentina (bandiera)  | C     | Diego Simeone               |
| 15 | Italia (bandiera)     | D     | Giuseppe Pancaro            |
| 16 | Italia (bandiera)     | D     | Emanuele Pesaresi           |
| 17 | Svizzera (bandiera)   | D     | Guerino Gottardi            |
| 18 | Rep. Ceca (bandiera)  | C     | Pavel Nedvěd                |

| N. |                       | Ruolo | Calciatore           |
| -- | --------------------- | ----- | -------------------- |
| 19 | Italia (bandiera)     | D     | Giuseppe Favalli     |
| 20 | Jugoslavia (bandiera) | C     | Dejan Stanković      |
| 21 | Italia (bandiera)     | A     | Simone Inzaghi       |
| 22 | Italia (bandiera)     | P     | Paolo Orlandoni      |
| 23 | Argentina (bandiera)  | C     | Juan Sebastián Verón |
| 24 | Portogallo (bandiera) | D     | Fernando Couto       |
| 25 | Italia (bandiera)     | C     | Attilio Lombardo     |
| 26 | Italia (bandiera)     | D     | Maurizio Domizzi     |
| 28 | Italia (bandiera)     | C     | Andrea Luciani       |
| 29 | Italia (bandiera)     | A     | Daniele Ruggiu       |
| 32 | Italia (bandiera)     | A     | Fabrizio Ravanelli   |
| 33 | Italia (bandiera)     | D     | Francesco Colonnese  |
| 34 | Italia (bandiera)     | A     | Emanuele Berrettoni  |
| 35 | Argentina (bandiera)  | C     | Lucas Castromán      |
| 70 | Italia (bandiera)     | P     | Angelo Peruzzi       |

## Calciomercato

### Sessione unica
Il calciomercato durante la stagione 2000-2001 rimase aperto in un'unica sessione dal 1º luglio 2000 al 31 gennaio 2001.
| Acquisti | Acquisti              | Acquisti            | Acquisti                      |
| R.       | Nome                  | da                  | Modalità                      |
| -------- | --------------------- | ------------------- | ----------------------------- |
| P        | Paolo Orlandoni       | Reggina             | prestito                      |
| P        | Angelo Peruzzi        | Inter               | definitivo                    |
| D        | Francesco Colonnese   | Inter               | definitivo                    |
| D        | Maurizio Domizzi      | Livorno             | fine prestito                 |
| D        | Emanuele Pesaresi     | Sampdoria           | definitivo                    |
| C        | Dino Baggio           | Parma               | definitivo                    |
| C        | Roberto Baronio       | Reggina             | risoluzione compartecipazione |
| C        | Lucas Castromán       | Vélez Sarsfield     | definitivo                    |
| C        | Iván de la Peña       | Olympique Marsiglia | fine prestito                 |
| C        | Stefano Fiore         | Udinese             | definitivo                    |
| C        | Giuliano Giannichedda | Udinese             | definitivo                    |
| C        | Karel Poborský        | Benfica             | definitivo                    |
| A        | Hernán Crespo         | Parma               | definitivo                    |
| A        | Claudio López         | Valencia            | definitivo                    |

| Cessioni | Cessioni              | Cessioni      | Cessioni          |
| R.       | Nome                  | a             | Modalità          |
| -------- | --------------------- | ------------- | ----------------- |
| P        | Marco Ballotta        | Inter         | definitivo        |
| P        | Emanuele Concetti     | Arezzo        | prestito          |
| P        | Luca Mondini          | Napoli        | fine prestito     |
| D        | Emanuele Conti        | Teramo        | definitivo        |
| D        | Néstor Sensini        | Parma         | definitivo        |
| C        | Matías Almeyda        | Parma         | definitivo        |
| C        | Sérgio Conceição      | Parma         | definitivo        |
| C        | Iván de la Peña       | Barcellona    | prestito          |
| C        | Stefano Fiore         | Udinese       | prestito          |
| C        | Giuliano Giannichedda | Udinese       | prestito          |
| C        | Attilio Lombardo      | Sampdoria     | definitivo        |
| C        | Dario Marcolin        | Sampdoria     | definitivo        |
| C        | Giampiero Pinzi       | Udinese       | compartecipazione |
| A        | Alen Bokšić           | Middlesbrough | definitivo        |
| A        | Roberto Mancini       | -             | fine carriera     |
| A        | Andrea Virgili        | Pescara       | definitivo        |

## Risultati

### Serie A

#### Girone di andata
| Arbitro: | Trentalange (Torino) |

|                                  |           |                              |
| Pancaro 21’ (aut.) D. Zenoni 66’ | Marcatori | 3’ Mihajlović 73’ S. Inzaghi |

| Arbitro: | Collina (Viareggio) |

|                                                 |           |  |
| Crespo 44’ Mihajlović 68’ (rig.) S. Inzaghi 78’ | Marcatori |  |

| Arbitro: | Trentalange (Torino) |

|                             |           |  |
| Favalli 53’ (aut.) Mutu 78’ | Marcatori |  |

| Arbitro: | Farina (Novi Ligure) |

|                            |           |           |
| S. Inzaghi 34’ (rig.), 79’ | Marcatori | 3’ Hübner |

| Arbitro: | Pellegrino (Barcellona Pozzo di Gotto) |

|                       |           |  |
| Nedvěd 10’ Crespo 64’ | Marcatori |  |

| Arbitro: | Braschi (Prato) |

|           |           |           |
| Tudor 22’ | Marcatori | 30’ Salas |

| Arbitro: | Borriello (Mantova) |

|              |           |                |
| D. Baggio 3’ | Marcatori | 53’ Shevchenko |

| Arbitro: | Rosetti (Torino) |

|                               |           |  |
| S. Conceição 10’ Lamouchi 90’ | Marcatori |  |

| Arbitro: | Castellani (Verona) |

|                      |           |  |
| Salas 26’ Crespo 57’ | Marcatori |  |

| Arbitro: | Tombolini (Ancona) |

|            |           |                                      |
| Kallon 78’ | Marcatori | 12’, 73’ Nedvěd 25’ Crespo 88’ Salas |

| Arbitro: | Cesari (Genova) |

|  |           |                  |
|  | Marcatori | 70’ (aut.) Negro |

| Arbitro: | Messina (Bergamo) |

|                         |           |                              |
| D. Andersson 84’ (rig.) | Marcatori | 41’ Mihajlović 64’ Ravanelli |

| Arbitro: | Racalbuto (Gallarate) |

|                       |           |                                  |
| Mihajlović 87’ (rig.) | Marcatori | 4’ N. Amoruso 37’ (aut.) Pancaro |

| Arbitro: | Treossi (Forlì) |

|                                     |           |                                                    |
| Fiore 49’ Margiotta 66’ R. Sosa 86’ | Marcatori | 3’ (aut.) Zamboni 35’ (rig.), 53’ Crespo 47’ Salas |

| Arbitro: | Messina (Bergamo) |

|                     |           |  |
| Crespo 5’ Salas 75’ | Marcatori |  |

| Arbitro: | Racalbuto (Gallarate) |

|                   |           |                                      |
| Chiesa 82’ (rig.) | Marcatori | 34’ Nedvěd 57’, 73’ Crespo 85’ Salas |

| Arbitro: | Borriello (Mantova) |

|                           |           |                                        |
| Crespo 41’, 65’ Verón 75’ | Marcatori | 51’ Conticchio 79’ (rig.) C. Lucarelli |

#### Girone di ritorno
| Roma 10 febbraio 2001, ore 15:00 18ª giornata | Lazio               | 0 – 0 referto | Atalanta | Stadio Olimpico (43 294 spett.)\| Arbitro: \| Collina (Viareggio) \| |
| Arbitro:                                      | Collina (Viareggio) |               |          |                                                                      |

| Arbitro: | Braschi (Prato) |

|  |           |             |
|  | Marcatori | 88’ Simeone |

| Arbitro: | Collina (Viareggio) |

|                                              |           |                                             |
| Poborský 14’ Crespo 40’, 76’, 90’ Nedvěd 50’ | Marcatori | 48’ Camoranesi 64’ Gilardino 84’ M. Cossato |

| Arbitro: | Paparesta (Bari) |

|  |           |           |
|  | Marcatori | 59’ Salas |

| Arbitro: | Tombolini (Ancona) |

|                       |           |  |
| Nervo 19’ Signori 76’ | Marcatori |  |

| Arbitro: | Collina (Viareggio) |

|                                 |           |               |
| Nedvěd 22’, 66’ Crespo 46’, 81’ | Marcatori | 59’ Del Piero |

| Arbitro: | Farina (Novi Ligure) |

|           |           |  |
| Boban 60’ | Marcatori |  |

| Arbitro: | Messina (Bergamo) |

|                   |           |  |
| Thuram 12’ (aut.) | Marcatori |  |

| Arbitro: | Treossi (Forlì) |

|  |           |                 |
|  | Marcatori | 16’, 70’ Crespo |

| Arbitro: | Tombolini (Ancona) |

|                        |           |          |
| Simeone 35’ Crespo 86’ | Marcatori | 89’ Jeda |

| Arbitro: | Braschi (Prato) |

|                              |           |                            |
| Batistuta 48’ Delvecchio 54’ | Marcatori | 78’ Nedvěd 90+5’ Castromán |

| Arbitro: | Tombolini (Ancona) |

|                |           |  |
| Verón 25’, 42’ | Marcatori |  |

| Arbitro: | Borriello (Mantova) |

|                     |           |                                          |
| N. Amoruso 25’, 47’ | Marcatori | 32’, 52’ Crespo 65’ Nedvěd 84’ Ravanelli |

| Arbitro: | Castellani (Verona) |

|                              |           |                  |
| Crespo 2’, 15’ Castromán 83’ | Marcatori | 72’ (rig.) Fiore |

| Arbitro: | Collina (Viareggio) |

|               |           |            |
| S. Dalmat 90’ | Marcatori | 43’ Crespo |

| Arbitro: | Collina (Viareggio) |

|                                         |           |  |
| Pierini 10’ (aut.) Crespo 44’ Negro 55’ | Marcatori |  |

| Arbitro: | Racalbuto (Gallarate) |

|                 |           |                   |
| Vasari 48’, 73’ | Marcatori | 45’ (rig.) Crespo |

### Coppa Italia
| Arbitro: | Messina (Bergamo) |

|            |           |          |
| Flachi 82’ | Marcatori | 8’ Salas |

| Arbitro: | Pellegrino (Barcellona Pozzo di Gotto) |

|                                                         |           |                       |
| Lombardo 39’, 40’ Ravanelli 48’, 83’ (rig.) Sensini 65’ | Marcatori | 17’ Vasari 73’ Flachi |

| Arbitro: | Racalbuto (Gallarate) |

|                          |           |               |
| Stanković 86’ Nedvěd 87’ | Marcatori | 48’ Margiotta |

| Arbitro: | Farina (Novi Ligure) |

|                                       |           |                       |
| Sottil 2’ Margiotta 8’, 80’ Walem 90’ | Marcatori | 21’ (rig.) Mihajlović |

### Champions League

#### Prima fase a gironi
| Arbitro: | Piraux |

|  |           |                                        |
|  | Marcatori | 27’ C. López 68’ Nedvěd 78’ S. Inzaghi |

| Arbitro: | Vassaras |

|                                 |           |  |
| S. Inzaghi 35’, 70’ Simeone 58’ | Marcatori |  |

| Arbitro: | García-Aranda |

|                    |           |  |
| Ljungberg 42’, 56’ | Marcatori |  |

| Arbitro: | Krug |

|            |           |           |
| Nedvěd 24’ | Marcatori | 88’ Pirès |

| Arbitro: | Sars |

|                                              |           |             |
| C. López 48’, 68’, 90’ Favalli 54’ Verón 57’ | Marcatori | 41’ Vorobej |

| Arbitro: | Daudén Ibáñez |

|  |           |               |
|  | Marcatori | 42’ Ravanelli |

#### Seconda fase a gironi
| Arbitro: | Micheľ |

|               |           |  |
| Radzinski 83’ | Marcatori |  |

| Arbitro: | Claude Colombo |

|  |           |           |
|  | Marcatori | 80’ Smith |

| Arbitro: | Veissière |

|                                            |           |                        |
| Morientes 32’ Helguera 82’ Figo 89’ (rig.) | Marcatori | 4’ Crespo 84’ Gottardi |

| Arbitro: | Melo Pereira |

|                      |           |                     |
| Nedvěd 4’ Crespo 53’ | Marcatori | 32’ Solari 73’ Raúl |

| Arbitro: | Fernández Marín |

|                          |           |            |
| C. López 40’ Baronio 77’ | Marcatori | 49’ Stoica |

| Arbitro: | Plautz |

|                                  |           |                                          |
| Bowyer 28’ Wilcox 43’ Viduka 62’ | Marcatori | 21’ Ravanelli 29’ (rig.), 90’ Mihajlović |

### Supercoppa Italiana
| Arbitro: | Farina (Novi Ligure) |

|                                                       |           |                                  |
| C. López 33’, 38’ Mihajlović 47’ (rig.) Stanković 75’ | Marcatori | 2’ Keane 62’ Farinós 76’ Vampeta |

## Statistiche
Statistiche aggiornate al 17 giugno 2001.

### Statistiche di squadra
| Competizione        | Punti | In casa | In casa | In casa | In casa | In casa | In casa | In trasferta | In trasferta | In trasferta | In trasferta | In trasferta | In trasferta | Totale | Totale | Totale | Totale | Totale | Totale | DR  |
| Competizione        | Punti | G       | V       | N       | P       | Gf      | Gs      | G            | V            | N            | P            | Gf           | Gs           | G      | V      | N      | P      | Gf     | Gs     | DR  |
| ------------------- | ----- | ------- | ------- | ------- | ------- | ------- | ------- | ------------ | ------------ | ------------ | ------------ | ------------ | ------------ | ------ | ------ | ------ | ------ | ------ | ------ | --- |
| Serie A             | 69    | 17      | 13      | 2       | 2       | 36      | 13      | 17           | 8            | 4            | 5            | 29           | 23           | 34     | 21     | 6      | 7      | 65     | 36     | +29 |
| Coppa Italia        |       | 2       | 2       | 0       | 0       | 7       | 3       | 2            | 0            | 1            | 1            | 2            | 5            | 4      | 2      | 1      | 1      | 9      | 8      | +1  |
| Champions League    |       | 6       | 3       | 2       | 1       | 13      | 6       | 6            | 2            | 1            | 3            | 9            | 9            | 12     | 5      | 3      | 4      | 22     | 15     | +7  |
| Supercoppa italiana |       | 1       | 1       | 0       | 0       | 4       | 3       | 0            | 0            | 0            | 0            | 0            | 0            | 1      | 1      | 0      | 0      | 4      | 3      | +1  |
| Totale              |       | 26      | 19      | 4       | 3       | 60      | 25      | 25           | 10           | 6            | 9            | 40           | 37           | 51     | 29     | 10     | 12     | 100    | 62     | +38 |

### Andamento in campionato
| Giornata  | 1 | 2 | 3 | 4 | 5 | 6 | 7 | 8 | 9 | 10 | 11 | 12 | 13 | 14 | 15 | 16 | 17 | 18 | 19 | 20 | 21 | 22 | 23 | 24 | 25 | 26 | 27 | 28 | 29 | 30 | 31 | 32 | 33 | 34 |
| --------- | - | - | - | - | - | - | - | - | - | -- | -- | -- | -- | -- | -- | -- | -- | -- | -- | -- | -- | -- | -- | -- | -- | -- | -- | -- | -- | -- | -- | -- | -- | -- |
| Luogo     | T | C | T | C | C | T | C | T | C | T  | C  | T  | C  | T  | T  | C  | T  | C  | T  | C  | T  | T  | C  | T  | C  | T  | C  | T  | C  | T  | C  | T  | C  | T  |
| Risultato | N | V | P | V | V | N | N | P | V | V  | P  | V  | P  | V  | V  | V  | V  | N  | V  | V  | V  | P  | V  | P  | V  | V  | V  | N  | V  | V  | V  | N  | V  | P  |
| Posizione | 7 | 6 | 8 | 6 | 6 | 6 | 6 | 6 | 6 | 5  | 5  | 4  | 4  | 3  | 3  | 3  | 3  | 3  | 3  | 3  | 3  | 3  | 3  | 3  | 3  | 3  | 3  | 3  | 2  | 2  | 2  | 3  | 3  | 3  |

Legenda:

Luogo: C = Casa; T = Trasferta. Risultato: V = Vittoria; N = Pareggio; P = Sconfitta.

### Statistiche dei giocatori
Nel conteggio delle reti realizzate si aggiungano tre autoreti a favore in campionato.
| Giocatore      | Serie A  | Serie A | Coppa Italia | Coppa Italia | Champions League | Champions League | Supercoppa italiana | Supercoppa italiana | Totale   | Totale |
| Giocatore      | Presenze | Reti    | Presenze     | Reti         | Presenze         | Reti             | Presenze            | Reti                | Presenze | Reti   |
| -------------- | -------- | ------- | ------------ | ------------ | ---------------- | ---------------- | ------------------- | ------------------- | -------- | ------ |
| D. Baggio      | 25       | 1       | 1            | 0            | -                | -                | -                   | -                   | 26       | 1      |
| R. Baronio     | 12       | 0       | 1            | 0            | 7                | 1                | -                   | -                   | 20       | 1      |
| E. Berrettoni  | -        | -       | 2            | 0            | 1                | 0                | -                   | -                   | 3        | 0      |
| L. Castromán   | 10       | 2       | -            | -            | 3                | 0                | -                   | -                   | 13       | 2      |
| F. Colonnese   | 4        | 0       | 4            | 0            | 4                | 0                | -                   | -                   | 12       | 0      |
| F. Couto       | 18       | 0       | 4            | 0            | 8                | 0                | -                   | -                   | 30       | 0      |
| H. Crespo      | 32       | 26      | 1            | 0            | 6                | 2                | 1                   | 0                   | 40       | 28     |
| M. Domizzi     | -        | -       | -            | -            | -                | -                | -                   | -                   | -        | -      |
| G. Favalli     | 27       | 0       | 3            | 0            | 6                | 1                | 1                   | 0                   | 37       | 1      |
| G. Gottardi    | 3        | 0       | 2            | 0            | 3                | 1                | 1                   | 0                   | 9        | 1      |
| S. Inzaghi     | 13       | 4       | 1            | 0            | 9                | 3                | -                   | -                   | 23       | 7      |
| A. Lombardo    | 9        | 0       | 4            | 2            | 7                | 0                | 1                   | 0                   | 21       | 2      |
| C. López       | 16       | 0       | -            | -            | 6                | 5                | 1                   | 2                   | 23       | 7      |
| A. Luciani     | -        | -       | -            | -            | 2                | 0                | -                   | -                   | 2        | 0      |
| L. Marchegiani | 8        | -12     | 4            | -8           | 5                | -6               | -                   | -                   | 17       | -26    |
| S. Mihajlović  | 18       | 4       | 2            | 1            | 8                | 2                | 1                   | 1                   | 29       | 8      |
| P. Nedvěd      | 31       | 9       | 4            | 1            | 10               | 3                | 1                   | 0                   | 46       | 13     |
| P. Negro       | 24       | 1       | 3            | 0            | 5                | 0                | -                   | -                   | 32       | 1      |
| A. Nesta       | 29       | 0       | 1            | 0            | 8                | 0                | 1                   | 0                   | 39       | 0      |
| P. Orlandoni   | 1        | -0      | -            | -            | -                | -                | -                   | -                   | 1        | -0     |
| G. Pancaro     | 31       | 0       | 1            | 0            | 10               | 0                | 1                   | 0                   | 43       | 0      |
| A. Peruzzi     | 29       | -24     | -            | -            | 7                | -9               | 1                   | -3                  | 37       | -36    |
| E. Pesaresi    | 2        | 0       | 4            | 0            | 3                | 0                | -                   | -                   | 9        | 0      |
| K. Poborský    | 19       | 1       | -            | -            | -                | -                | -                   | -                   | 19       | 1      |
| F. Ravanelli   | 11       | 2       | 4            | 2            | 6                | 2                | -                   | -                   | 21       | 6      |
| D. Ruggiu      | -        | -       | -            | -            | 2                | 0                | -                   | -                   | 2        | 0      |
| N. Sensini     | 1        | 0       | 2            | 1            | 3                | 0                | 1                   | 0                   | 7        | 1      |
| D. Simeone     | 30       | 2       | 2            | 0            | 8                | 1                | 1                   | 0                   | 41       | 3      |
| M. Salas       | 21       | 7       | 2            | 1            | 9                | 0                | -                   | -                   | 32       | 8      |
| D. Stanković   | 21       | 0       | 2            | 1            | 9                | 0                | 1                   | 1                   | 33       | 2      |
| J.S. Verón     | 22       | 3       | 2            | 0            | 7                | 1                | 1                   | 0                   | 32       | 4      |